# 王齊
王齊（1420年—？），字內肅，江西吉安府安福縣人，民籍，明朝政治人物。進士出身。

## 生平
行一，永乐十八九月二十五日生。治《诗经》。順天府鄉試第二十五名。景泰五年（1454年）甲戌科會試第二百六十三名，殿試登進士第二甲第四十八名。

## 家族
曾祖王維哲。祖父王牧謙。父王獻，曾任學正。有弟王荡、王慥、王徽、王平、王缜。妻丰氏。